# Acanthodelta tolnaodes
Acanthodelta tolnaodes là một loài bướm đêm trong họ Noctuidae.